# Hapalocystis bicaudata
Hapalocystis bicaudata är en svampart som beskrevs av Fuckel 1863. Hapalocystis bicaudata ingår i släktet Hapalocystis och familjen Sydowiellaceae.  Arten är reproducerande i Sverige. Inga underarter finns listade i Catalogue of Life.